# Diego Ribas da Cunha
Diego Ribas da Cunha (født 28. februar 1985), også kendt som Diego, er en brasiliansk fodboldspiller der i øjeblikket spiller for Flamengo i hjemlandet. Han har tidligeres spillet for blandt andet Juventus, FC Porto og Werder Bremen, VfL Wolfsburg og Atlético Madrid.
Han blev født i Ribeirão Preto i Brasilien. Han blev købt af den brasilianske klub Santos FC som 12-årig. Diego blev udtaget til det brasilianske landshold for Copa America 2004. Diego var en af bedste spillere for Brasilien under turneringen og var en af nøglerne til at Brasilien vandt Copa America-finalen over Argentina i straffesparkskonkurrence hvor Diego blandt andet scorede.
Han skiftede til FC Porto i juli 2004, men havde svært ved at tilspille sig en stamplads under træner Co Adriaanse. Men alligevel blev han udtaget til VM 2006 for Brasilien. Han scorede mod England i en venskabskamp den 1. juni 2007.
Diego var også med til at vinde Copa America 2007.
I maj 2006 skiftede Diego til det tyske hold Werder Bremen og fik stor succes i den første sæson for klubben. Han scorede blandt andet et imponerende mål mod Alemannia Achen fra egen bane halvdel. Diego blev kåret til sæsonens bedste spiller i Bundesligaen 2006/2007 af det tyske magasin Kicker.
I 2011-2012 var Diego udlejet til Atlético Madrid. Men i januar 2014 kunne han permanent kalde sig for Atlético Madrid spiller.